# Szatmáry Károly
Szatmáry Károly (Szeged, 1956. december 21. – Szeged, 2024. szeptember 6.) csillagász, a Szegedi Egyetem csillagász szakának elindítója, a Szegedi Csillagvizsgáló megalapítója, az egyetem asztrofizika doktori alprogramjának vezetője. Tanítványai, Kiss László és Sárneczky Krisztián saját felfedezésű kisbolygót neveztek el a tiszteletére.  

## Életpályája
Az ELTE-n csillagász és matematika–fizika szakos diplomát szerzett, ezután, 1981-ben lett a József Attila Tudományegyetem (SZTE jogelődje) alkalmazottja. A Kísérleti Fizikai Tanszék volt az első és az elkövetkező csaknem négy évtizeden át egyetlen munkahelye. Végigjárta a teljes egyetemi ranglétrát, ösztöndíjas gyakornok (1982–1984), tudományos segédmunkatárs (1981–1982, majd 1984–1988), tudományos munkatárs (1988–1995), tudományos főmunkatárs (1995–2001), majd egyetemi docens (2001–2015) lett. Egyetemi tanári kinevezését 2015-ben kapta meg.
Iskolateremtő kutatómunkát végzett a változócsillagok és az exobolygók vizsgálata terén, jelentősek voltak a csillagok fényváltozásának idő-frekvencia analízisén alapuló módszerével elért eredmények. Ezekből született kandidátusi értekezése 1995-ben, habilitációja 2002-ben, majd MTA doktori értekezése 2013-ban. Elnyerte többek között a Széchenyi professzori ösztöndíjat (1997–2001) és az Eötvös Loránd Fizikai Társulat Detre-díját (2001). Hat tanítványát segítette témavezetőként a PhD-fokozat megszerzésében, közülük azóta ketten az MTA doktora címet is megszerezték, egyikük már az MTA rendes tagja.

## A csillagászati oktatás és ismeretterjesztés
Dr. Szatmáry Károly életművének talán legnagyobb hatású részét képezi a csillagászati oktatás és ismeretterjesztés terén betöltött szerepe. Pályafutása alatt több ezer egyetemi hallgató sajátította el tőle a csillagászat és az űrkutatás alapjait. Folyamatosan törekedett a legújabb hírek és eredmények nyomon követésére és továbbadására – és ezt az attitűdöt hallgatóin is szerette viszont látni.
Szakfelelősként vezető szerepet játszott az SZTE önálló csillagász szakjának 1999-es megalapításában, ami mérföldkőnek nevezhető a szegedi egyetemi fizikaoktatás történetében. A hazai felsőoktatási képzés szerkezetének 2006-os átalakítását követően dr. Szatmáry Károly az SZTE csillagász mesterszak szakfelelőse lett, emellett sok éven keresztül az SZTE Fizikai Doktori Iskolájának törzstagja, valamint az asztrofizika doktori alprogram vezetője is volt. Az elmúlt 25 évben több tucatnyian szereztek csillagász, illetve csillagászat/asztrofizika orientációjú fizikus diplomát az SZTE-n; közülük sokan váltak sikeres kutatókká szerte a nagyvilágban, olyan intézmények falai között öregbítve a Szatmáry Károly vezetésével létrehozott szegedi csillagászképzés jó hírét, mint a Harvard, az MIT, a Princeton, az Arizonai Egyetem, az austini Texasi Egyetem, a Heidelbergi Egyetem, vagy épp a Sydney-i Egyetem. Jelzésértékű az is, hogy a hazai csillagászati kutatóintézmények többségének jelenlegi vezetője egykor Szatmáry-tanítvány volt.
Dr. Szatmáry Károly tudományos és egyetemi oktatói munkássága mellett a hazai csillagászati ismeretterjesztés és tehetséggondozás egyik oszlopaként is megmarad az utókor emlékezetében. Csillagászati tankönyvek, tananyagok szerzője és lektora volt. Éveken keresztül a Kulin György Országos Középiskolai Csillagászati Verseny országos döntőinek zsűrielnöki feladatait is ellátta.

A Szegedi Csillagvizsgáló Alapítvány alapító kuratóriuma.
Hátul prof. Dr. Hevesi Imre (Kísérleti Fizikai Tanszék vezetője) és Dr. Szatmáry Károly. Előttük prof. Dr. Csákány Béla (rektor) és Dr. Gulyás Sándor (a Szegedi Füvészkert vezetője).

## A Szegedi Csillagvizsgáló létrehozása

A Szegedi Csillagvizsgáló megnyitása 1992-ben. A képen Dr Szatmáry Károlytól jobbra Kiss László, Vinkó József és Mizser Attila (a Magyar Csillagászati Egyesület főtitkára) látható.

Legfontosabb öröksége az ismeretterjesztés terén a Szegedi Csillagvizsgáló létrehozása, amely az általa szervezett, széles körű egyetemi és társadalmi összefogás eredményeként nyithatta meg kapuit 1992-ben. Az újszegedi Kertész utcában lévő Csillagvizsgáló épülete dr. Szatmáry Károly és akkori kollégái, tanítványai kétkezi munkájával is épült. A működés feltételeit a mai napig biztosító – az 1989-es rendszerváltáson még éppen csak túl lévő országban még újszerűnek számító – civil alapítvány létrehozását is ő kezdeményezte. A Csillagvizsgáló a csillagásznak készülő egyetemi hallgatók szakmai gyakorlatszerzésének és a környékbeli amatőrcsillagászati élet kiemelt központja, de szélesebb körben a szegedi tudományos ismeretterjesztés egyik, turisztikai szempontból is meghatározó helyszíneként lett ismert. Dr. Szatmáry Károly csaknem három évtizeden át irányította az intézményt (annak nem csak szakmai, hanem karbantartási, fejlesztési és pénzügyi menedzselésének terheit is sokáig egy személyben magára vállalva). Eleinte az ő, majd később munkatársai és tanítványai egyre bővülő körének közreműködése révén évente több ezer ember számára tartottak és tartanak ismeretterjesztő előadásokat és távcsöves bemutatókat.
Dr. Szatmáry Károly számos egyéb fórumon is sokszor tartott előadásokat és bemutatókat, mindezt jellemzően önkéntes alapon végezve. Rendszeresen adott interjúkat a helyi és az országos sajtónak is; a világűr titkairól nem csak tudományos pontossággal, de egyúttal közérthetően és érdeklődést felkeltve tudott mesélni.

## Díjak, elismerések
- A magyar állam 2019-ben a Magyar Érdemrend Tisztikereszt polgári tagozat kitüntetéssel ismerte el a közel négy évtizedes kimagasló tudományos pályája során, a csillagászat területén folytatott kutatói és oktatói munkáját, valamint széles körű tudományt népszerűsítő tevékenységét.

Dr. Szatmáry Károly (1956-2024)

- Szülővárosa 2022-ben a Szegedért Alapítvány Debreczeni Pál-díjat adományozta neki,[7] amire különösen büszke volt – már csak azért is, mert a kitüntetést Karikó Katalinnal együtt vehette át.
- Tanítványai, Kiss László és Sárneczky Krisztián, tiszteletük jeléül, még életében róla nevezték el az általuk felfedezett kisbolygót.